# Sirmaur (huyện)
Huyện Sirmaur là một huyện thuộc bang Himachal Pradesh, Ấn Độ. Thủ phủ huyện Sirmaur đóng ở Nahan. Huyện Sirmaur có diện tích 2825 ki lô mét vuông. Đến thời điểm năm 2001, huyện Sirmaur có dân số 458351 người.